# Eumyias panayensis
Eumyias panayensis é uma espécie de ave da família Muscicapidae.
Pode ser encontrada nos seguintes países: Indonésia e o Filipinas.
Os seus habitats naturais são: regiões subtropicais ou tropicais húmidas de alta altitude.